# Mike O'Brien (développeur de jeux vidéo)
Mike O'Brien est un concepteur et programmeur américain de jeux vidéo, ancien président et cofondateur de ArenaNet et producteur exécutif des jeux Guild Wars et Guild Wars 2. Il a dirigé les équipes de conception et de création de contenu original pour  Guild Wars.
Avant de co-fonder ArenaNet, il a travaillé comme chef d'entreprise et programmeur principal chez Blizzard Entertainment où il a développé le moteur de rendu 3D de « Warcraft III: Reign of Chaos » et a dirigé le développement de « Battle.net ». Il a également travaillé sur « Warcraft II: Tides of Darkness », « Diablo » et « StarCraft », où il a, entre autres, conçu et créé les archives  MPQ utilisées dans tous les jeux Blizzard après Diablo. Mike O'Brien a été présenté comme l'une des personnes les plus influentes de l'industrie du jeu vidéo dans la couverture de septembre 1999 de « PC Gamer » « Game Gods ».
Auparavant O'Brien a également développé un émulateur Apple II pour Windows, AppleWin, et un ancien jeu DOS ASCII, « Pyro 2 ».
Début octobre 2019, via la page d'actualités officielle de Guild Wars 2, O'Brien a annoncé son départ d'ArenaNet et son intention de créer un nouveau studio de développement. Il travaille actuellement comme programmeur dans ce nouveau studio appelé ManaWorks.